# 노노카 히마리
노노카 히마리(일본어: 野々花 ひまり ののか ひまり[*], 1월 18일 - )는 다카라즈카 가극단 유키구미 소속 여역이다.
후쿠오카현 후쿠오카시, 나카무라가쿠엔 여자고등학교 출신이다. 키 163cm, 혈액형 O형, 애칭은 "히마리"이다.

## 약력
2011년, 다카라즈카 음악학교에 입학하였다
2013년, 다카라즈카 가극단 99기생으로 입단. 입단 당시 성적은 17등이었다. 유키구미 공연 「베르사이유의 장미」로 초무대를 하였다.
2014년, 구미마와리를 거쳐 유키구미에 배속되었다.
2017년, 사기리 세이나ㆍ사키히 미유 톱콤비 퇴단 공연 「막말태양전」으로, 신인공연 첫 히로인을 맡았다.
2018년, 「팬텀」으로 2번째 신인공연 히로인을 맡았다.
2021년, 「진짜 마법사」 (바우홀/KAAT카나가와예술극장 공연)으로 바우홀과 동상공연 첫 히로인을 맡았다.

## 인물
다카라즈카를 처음 본 공연은 2009년 소라구미 공연 「장미에 내리는 비/Amour 그것은…」이다. 그 후, 소라구미 하카타좌 공연 「오오에야마 화전(大江山花伝)／Apasionado!!II」을 보고, 음악학교 수험을 결심했다.
좋아하는 꽃은 태양을 향해 피는 해바라기이다. 자신이 지향하는 장래를 향해 갈 수 있도록, 그리고 들판에 피는 꽃의 가련함도 잊지말자는 생각으로 예명을 정했다.
동경하는 상급생은 노노 스미카와 노조미 후토이다.

## 출연 이벤트
- 2017년 12월, 다카라즈카 스페셜 2017 『쥬템므・레뷰 -몽・파리 탄생 90주년-』
- 2018년 5월, 『개선문』 전야제
- 2018년 12월, 다카라즈카 스페셜 2018 『Say! Hey! Show Up!!』
- 2019년 7월, 『다카라즈카 파리제 2019』
- 2019년 12월, 다카라즈카 스페셜 2019 『Beautiful Harmony』